# Ray Fuego
Rayvel Pieternella (Amsterdam, 17 mei 1996), beter bekend onder artiestennaam Ray Fuego, is een Nederlands rap- en punkartiest. Hij is tevens frontman van het hiphopcollectief SMIB.

## Biografie

### Rapcarrière
Pieternella groeide op in de Amsterdamse Bijlmer als zoon van Curaçaose ouders. In zijn tienerjaren ontmoette hij producers GRGY en KC, met wie hij in 2014 het album Bummy Boys uitbracht. Het was de eerste plaat waarop hij als rapartiest ten tonele verscheen. In juli 2019 werd het derde product van de samenwerking tussen de drie uitgebracht. Met deze plaat, genaamd Bummy Boys 3, werd tevens een einde gebreid aan het Bummy Boys-tijdperk. Alle drie de artiesten zijn ook nauw betrokken bij het collectief SMIB (omgedraaid: BIMS, oftewel, de Bijlmer), dat vanaf 2015 ontstond en waarvan Ray Fuego zich identificeert als de frontman. 
In 2018 bracht Ray Fuego zijn eerste soloalbum, Zwart, uit. Daarmee won hij een 3voor12-award voor beste album. Latere albums zijn respectievelijk Fue (2019), Hemelschip (2021) en Open, Bloot 'n Paranoïde (2022).    

### Punk
Al sinds zijn puberjaren houdt Pieternella zich bezig met het luisteren van punkmuziek, in het bijzonder de genres oi! en ska. Sinds 2018 is hij zanger van punkgroep Ploegendienst, waarmee hij in datzelfde jaar ook een eerste EP, onder dezelfde naam Ploegendienst, uitbracht. In 2023 brengt de band de single "IK" uit. Enige tijd later verschijnt datzelfde jaar het gelijknamige debuutalbum "IK". In eind-2023 gaat de band op tour met Nederlandse rapgroep De Jeugd Van Tegenwoordig als voorprogramma.

## Trivia
- De eerste muziekshow die Pieternella bezocht, was rapgroep Odd Future in Paradiso, die als openingsact de hardcorepunkband Trash Talk bij zich hadden.[1]
- Pieternella werd samen met Paul Rem door het tijdschrift Esquire uitgeroepen tot Best Geklede Man van 2020.[5]